# Pokladni običaji u području Hlinecko
Pokladni običaji u području Hlinecko (češki: masopust v regionech Hlinecko) je skupina narodnih običaja koji se izvode u završnici poklada, tijekom pokladnog utorka (mesopusta) prije Čiste srijede, u gradu Hlinsko i šest susjednih sela (uključujući Hamry, Blatno, Studnice i Vortová) područja Hlinecko u istočnoj Češkoj.
Ova procesija se sastoji od muškaraca i dječaka maskiranih krabuljama koje predstavljaju tradicionalne likove (crne za oženjene muškarce i crvene za mladiće), a koji obilaze od kuće do kuće uz pratnju limenog orkestra. Ispred svake kuće zastanu i uz dozvolu ukućana četvorica maškara odigraju ritualni ples (koji uključuje valjanje maškara sa ženama na tlu i skupljanje slame s maski kako bi se nahranile guske ili kokoši) kojim se osigurava bogata žetva i prosperitet obitelji. Tijekom plesa „mala žena” (muškarac odjeven u ženu) i „pjegavo lice” i četiri „Turčina” moraju podizati noge što više mogu simbolizirajući visinu usjeva i mašu svojim drvenim sabljama. Zauzvrat ukućani počaste maškare darovima ili novcem. Procesija završava nakon obilaska posljednje kuće tradicionalnim „ubijanjem kobile” tako što se lutka kobile optuži za navodne grijehe i pročita se njezina smiješna i kritička oporuka. Nakon njezina „pogubljenja” ona se oživljava alkoholom, čime započinje veseli ples maškara ispred brojne publike.
Ove pokladne običaje je u nekoliko navrata zabranila katolička Crkva u 18. i 19. stoljeću, ali i komunističke vlasti u 20. stoljeću. No, kako su jako važni za očuvanje jedinstva seoske zajednice i prijenosa običaja s oca na sina (koji zajedno pripremaju procesiju a očevi prave maske za svoje sinove) običaji pokladne procesije u području Hlinecka su upisani na popis nematerijalne svjetske baštine 2010. godine.
Pokladni pribor iz Hlinecka:
- Tradicionalna pokladna maska slaměný iz Hlinecko područja u etnografskom muzeju Letohrádek Kinských u Pragu
- Drveni mačevi za ples
- Mesopusna kapa
- Obredna kapa
- Pokladna kapa